# Fiskerivetenskap

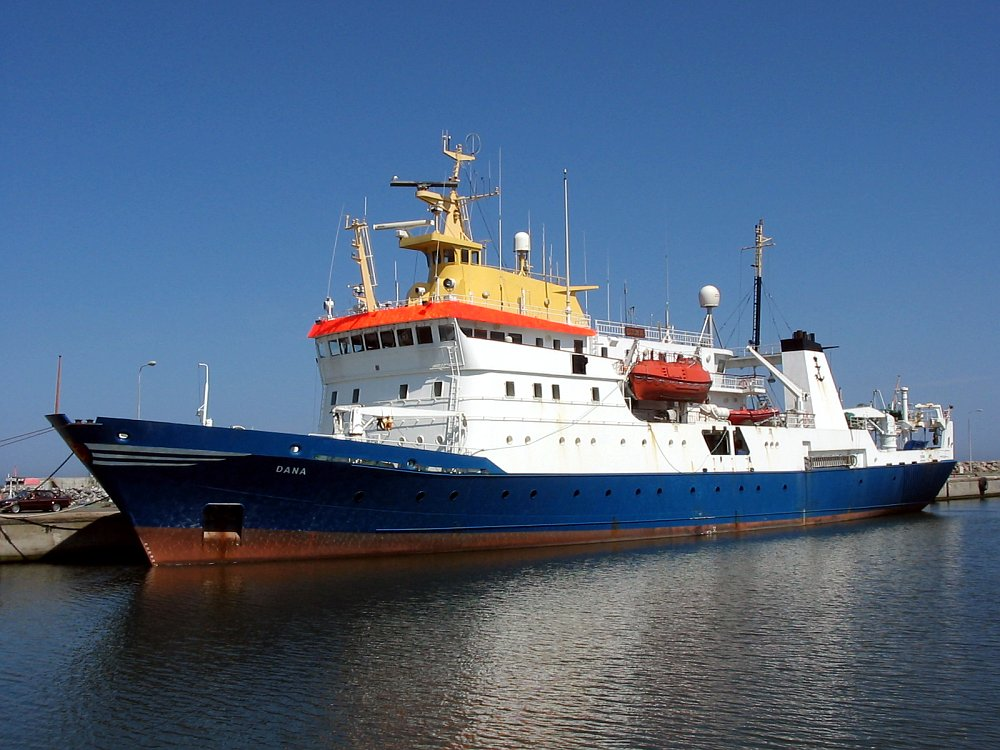
Det 78 meter långa danska forskningsfartyget Dana.

Fiskerivetenskap är den akademiska disciplin som handlar om att förvalta och förstå fiskets förutsättningar och effekter. Det är en tvärvetenskaplig disciplin som sammanför kunskap från exempelvis limnologi (sötvattensbiologi), oceanografi, marinbiologi och ekologi.
Fiskerivetenskap lärs vanligtvis ut på universitet och kan vara fokus för en masterexamen eller en doktorsutbildning. I Sverige lärs fiskerivetenskap ut vid Sveriges lantbruksuniversitet.
Organisationer som arbetar med fiskerivetenskap är länsstyrelser, konsultbolag, lärosäten, Havs- och vattenmyndigheten (HaV) samt Internationella Havsforskningsrådet (ICES).